# 义理巧克力

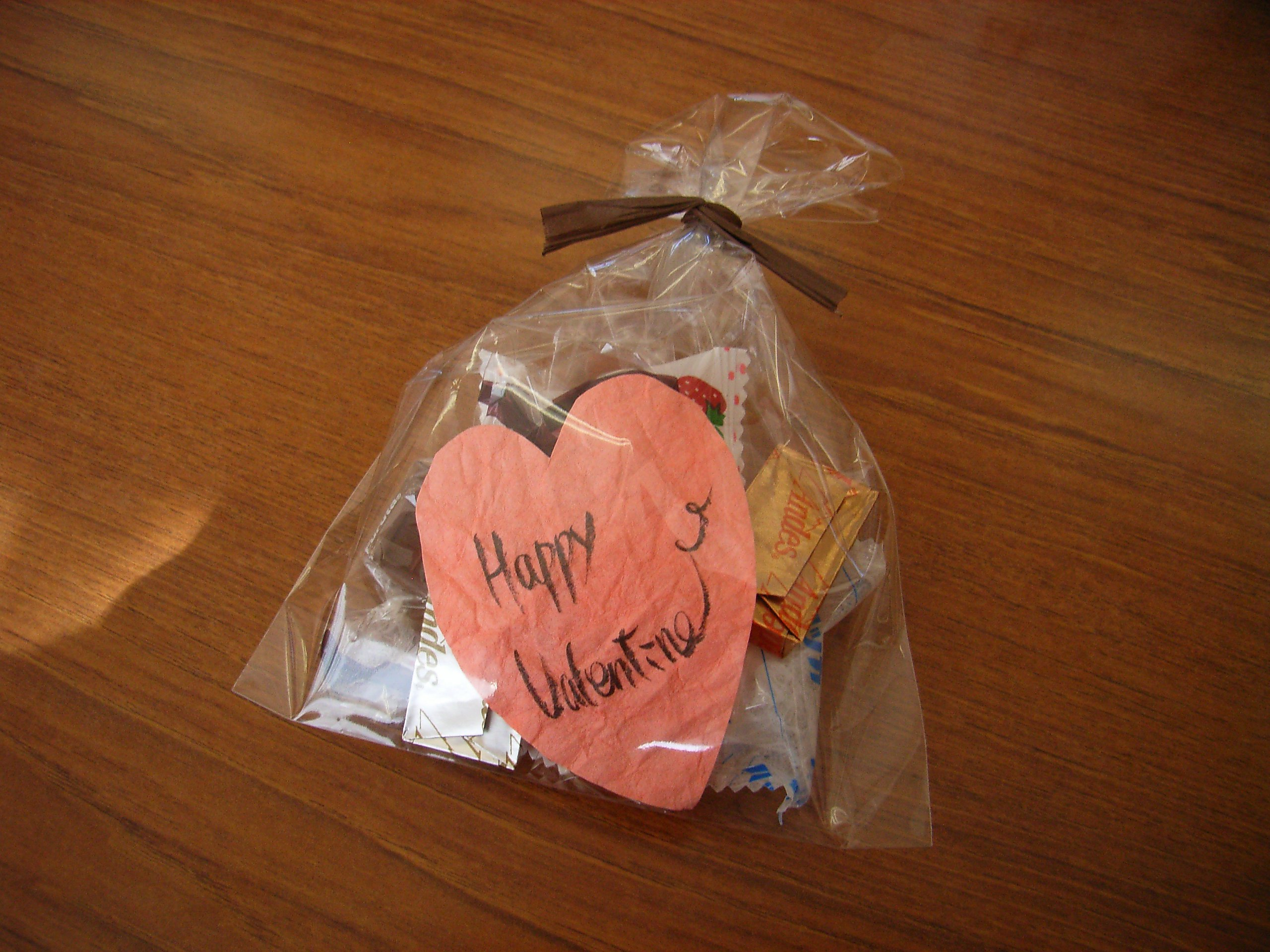
寫有「情人節快樂」的義理巧克力

义理巧克力（日语：／ Giri choko），又譯為人情巧克力，是一个日本社会特有的词汇，一般指的是女性在2月14日情人节当天，对并非恋爱或者心仪对象的男性朋友、同學或同事等，只为表示感谢对方往日对自己的照顾，或者期待在白色情人节时收到回礼而赠送的巧克力。

## 概要
义理巧克力是一种表达对对方的感谢、或者为了使双方的关系更为融洽而赠送的巧克力，通常由女方在情人节当天赠送；而送给真正心仪的人的巧克力称为本命巧克力。收到本命巧克力的男性必须回礼，回礼的日期一般为一个月后的白色情人节、即3月14日。

## 历史及背景
情人节的概念来自西方文化，其实日本社会原本并无在情人节当天赠送巧克力的习俗。1936年，兵庫縣神户市一家由白俄移民創辦的糖果公司“摩洛索夫製果”针对男性都想在情人节当天收到礼物的心理，在一份英文报纸“The Japan Advertiser”上刊登了其巧克力的广告。。之后不二家和森永製菓等糖果公司纷纷展开战略行销，向大众灌输“情人节就应该是女性向男性赠送巧克力的节日”的概念。到了1950年代，在情人节那天向自己心仪的男性赠送巧克力逐渐蔚然成风，而基于日本的办公室文化，一些女职员也开始向并非自己心仪的男上司和男同事赠送巧克力，只为表达对对方的感谢，这便是义理巧克力的由来。
然而，随着义理巧克力的概念逐渐被日本民众采纳，对其表示反对的人也不在少数。2009年2月5日，世界最大的恋爱网站Match.com发布了一篇名为“公司内部禁止在情人节当天赠送义理巧克力”的文章，所持的反对理由例举如下：
- 其公司是一家提供在线的婚配服务的公司
- 如果有精力想着如何在白色情人节回礼，不如安心工作
- 员工在义理巧克力的挑选，购买上花了大量的时间，影响了工作
- 情人节当天只推荐赠送真正表达爱情的本命巧克力

近年愈來愈多人認為這種純以賣人情的「義理巧克力」的做法非必要。2018年朱古力生產商Godiva更曾帶頭刊登廣告，呼喻日本職場不要再維持這種雙方都不情願的「傳統」，並配以「日本別再送義理朱古力了」（日本は、義理チョコをやめよう）為標題。